# Finie la comédie
Pour plus de détails, voir Fiche technique et Distribution.
Finie la comédie (No Time for Comedy) est un film américain en noir et blanc réalisé par William Keighley, sorti en 1940.

## Synopsis
Un écrivain, Gaylord Esterbrook (James Stewart), est encensé par les critiques pour sa première pièce de théatre à Broadway. Il est heureux avec Linda (Rosalind Russell), sa femme, quand une protectrice des arts lui propose l'écriture d'une tragédie qui va poser des problèmes pour sa carrière et son mariage.

## Fiche technique
- Titre : Finie la comédie
- Titre original : No Time for Comedy
- Réalisation : William Keighley
- Scénario : Julius J. Epstein, Philip G. Epstein
  - d’après la pièce No Time for Comedy de S. N. Behrma (1939)
- Musique : Heinz Roemheld
- Costumes : Orry-Kelly
- Photographie : Ernest Haller
- Montage : Owen Marks
- Production : Warner Bros. Pictures
- Producteur : Jack Warner
- Société de production et de distribution : Warner Brothers
- Pays de production :  États-Unis
- Langue d'origine : anglais américain
- Format : noir et blanc — 1.37:1 — son : mono (RCA Sound System)
- Genre : comédie dramatique, comédie romantique
- Durée : 93 min
- Dates de sortie : 
  - États-Unis : 14 septembre 1940
  - France : 19 décembre 1941

## Distribution
- James Stewart : Gaylord Esterbrook
- Rosalind Russell : Linda Esterbrook
- Charles Ruggles : Philo Swift (as Charlie Ruggles)
- Genevieve Tobin : Amanda Swift
- Louise Beavers : Clementine
- Allyn Joslyn : Morgan Carrell
- Clarence Kolb : Richard Benson
- Robert Greig : Robert
- Herbert Heywood : portier
- Frank Faylen : chauffeur de taxi
- Herbert Anderson : acteur du spectacle

## Autour du film
Pour tourner ce film, Jack Warner obtient les deux acteurs principaux, sous contrat à la MGM, en échange de Olivia de Havilland, qu'il prête à David O. Selznick pour incarner Mélanie Hamilton dans Autant en emporte le vent.